# GDRT
GDRT (o GDR, pronunciado Gadarat o Gadara por los historiadores) fue un rey del Reino de Aksum alrededor del año 200 d. C., conocido por ser el primer rey axumita en intervenir en los asuntos del sur de la Península arábiga. Es principalmente recordado gracias a las inscripciones halladas en el sur de Arabia, donde se menciona a él y a su hijo BYGT (pronunciado Beygat). GDRT ha sido identificado como el mismo personaje que "RDA", cuyo nombre fue encontrado en un cetro de bronce descubierto en Addi Galamo, cerca de Atsbi y Dar'a, en el norte de Etiopía.
Gadarat ha sido comparado a veces con el rey anónimo mencionado en el Monumentum Adulitanum que reinó entre 200 y 230 d. C., aunque la mayoría de los investigadores consideran que se trata de dos personajes diferentes. El investigador francés Christian Robin, al estudiar las inscripciones de Al Mis'al en Yemen, concluyó que Gadarat y su sucesor 'Adhebah (también conocido como ´DBH) vivieron durante la primera mitad del siglo III.

## Inscripciones de Aksum
Las inscripciones atribuidas a GDRT son algunas de las más antiguas en el alfabeto ge'ez encontradas hasta la fecha. Estas inscripciones se hallaron en la región de Tigray, específicamente en Addi Galamo, cerca de Atsbi y Dar'a, una zona con abundantes restos preaxumitas. En esta área también se han encontrado inscripciones pertenecientes al reino preaxumita de D'mt. La inscripción en el cetro de GDRT contiene los siguientes términos:
gdr / ngśy / 'ksm / tb'l / mzlt / lrg / wllmq
El lingüista AJ Drewes sugiere que el término "mzlt" puede referirse a un cetro o emblema real, mientras que ‘rg y lmq podrían ser nombres de lugares o santuarios. Según Alexander Sima, esta inscripción podría traducirse como: "Gadara, rey de Aksum, entregó [este] cetro a la posesión [de los santuarios] de 'RG y LMQ". Por otro lado, WF Albert Jamme interpreta el texto de manera diferente, proponiendo que podría significar "Gadara, rey de Axum, ocupó los pasajes de 'RG y LMQ" o "Gadara, rey de Axum, se humilla ante 'RG y Almaqah", haciendo referencia al dios Almaqah.

## Intervención en Arabia del Sur

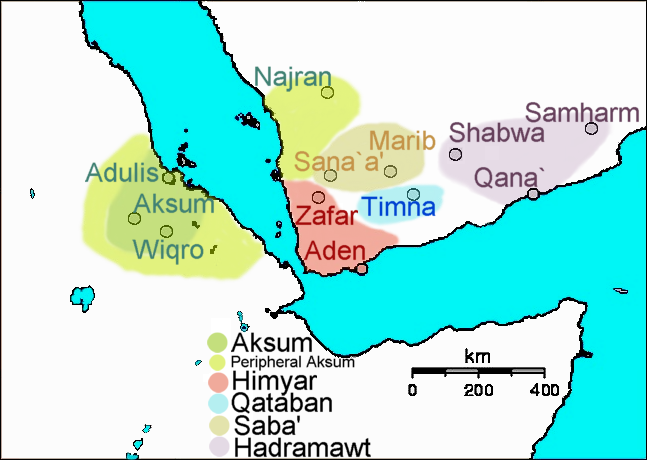
El Cuerno de África y el sur de Arabia tras la muerte de Gadarat, después de la pérdida de Zafar

La primera mención de Gadarat en el sur de Arabia lo presenta como aliado del rey de Saba, 'Alhan Nahfan. Esta referencia fue hallada en una inscripción en el templo de Almaqah en Marib. Munro-Hay traduce esta inscripción como:

...acordaron que su paz y sus guerras serían comunes, contra quienquiera que estuviera en su contra, y que en paz y seguridad aliarían a Salhen y Zararan, 'Alhan y Gadarat.

Según Alexander Sima, Gadarat envió una embajada a 'Alhan para formalizar un pacto de alianza. Sima y Munro-Hay interpretan "Zararan" como el nombre del palacio de Aksum en ese periodo, equivalente al palacio de Salhen en Marib. Esta conexión entre ambos palacios fue un símbolo de la relación diplomática y militar entre Aksum y Saba, reflejada en las inscripciones axumitas que enumeraban los territorios bajo su influencia. Una inscripción himyarita respalda la existencia de una alianza entre Aksum, Saba, Hadramaut y Qataban contra Himyar.
Sin embargo, la alianza con Gadarat se rompió tras la muerte de 'Alhan Nahfan, cuando su sucesor, Sha'ir Awtar, asumió el trono de Saba. Aunque inicialmente Aksum y Saba volvieron a unirse contra Hadramaut, conquistando su capital Shabwah en 225 d. C., Sha'ir Awtar posteriormente rompió con Gadarat y formó una alianza con Himyar contra Aksum.
La derrota de Aksum en el conflicto subsiguiente permitió a Himyar capturar a Beygat, hijo y sucesor de Gadarat, y a sus tropas en Zafar. Sin embargo, Aksum mantuvo cierto control sobre territorios del sur de Arabia, como lo evidencian las inscripciones de Luhaatht Yarhum, sucesor de Sha'ir Awtar, que documentan enfrentamientos continuos con fuerzas axumitas.

## Posteridad
Gadarat fue probablemente el primer rey de Aksum en intervenir activamente en Arabia del Sur y en ser mencionado en inscripciones árabes. Bajo su liderazgo, Aksum expandió su influencia hacia el oeste de Yemen, incluyendo regiones estratégicas como la Tihama, Naŷrán, Zafar y la tierra de Hachid. Estas campañas en Yemen y otras áreas de Arabia reflejaron el crecimiento y la consolidación del poder axumita en la región, marcando un punto de inflexión en su influencia sobre el Cuerno de África y la Península arábiga. Este legado de intervención en Arabia del Sur culminaría en el siglo VI, cuando el rey Kaleb de Aksum conquistó Yemen.
En las listas reales etíopes, el nombre de Gadarat podría haber sido preservado bajo las variantes Gedur, Zegduru o Zegdur, aunque estas listas fueron compiladas mucho después de la caída del reino de Aksum y no suelen coincidir con evidencias arqueológicas, salvo en el caso de algunos reyes reconocidos.

## Dinastía
| Predecesor: Zoskales | Rey de Aksum 200 a 230 d. C. | Sucesor: ´DBH |